# Loudon (New Hampshire)
Pour les articles homonymes, voir Loudon.
Loudon est une ville du New Hampshire, aux États-Unis.
Lors du recensement de 2010, elle comptait 5 317 habitants.

## Sports
On y retrouve le New Hampshire Motor Speedway, un circuit automobile utilisé en NASCAR.